# صموئيل جورج ويليام أرشيبالد
صموئيل جورج ويليام أرشيبالد هو قاضي وسياسي كندي، ولد في 5 فبراير 1777، وتوفي في 28 يناير 1846. انتخب عضو مجلس نواب نوفا سكوتيا.